# Aleth Guzman-Nageotte
Aleth Guzman-Nageotte (1904-1978) fue una escultora y grabadora de medallas francesa.

## Datos biográficos
Hizo sus estudios en la École des Beaux-Arts de Dijon, bajo la dirección de Ovide Yencesse antes de entrar en la École Nationale Supérieure des Beaux-Arts en París, donde fue alumna de Patey y Paul-Marcel Dammann para aguafuerte y Sicard y Bouchard para la escultura.
Primer Grand Prix de Rome de grabado de medallas en 1929.